# NGC 2129
NGC 2129 est un amas ouvert, situé dans la constellation des Gémeaux. Il a été découvert par l'astronome germano-britannique William Herschel en 1782.
NGC 2129 est situé à environ 1 515 pc (∼4 940 al) du système solaire et les dernières estimations donnent un âge de 20,8 millions d'années. La taille apparente de l'amas est de 6,0 minutes d'arc, ce qui, compte tenu de la distance, donne une taille réelle maximale d'environ 8,6 années-lumière. 
Selon la classification des amas ouverts de Robert Trumpler, cet amas renferme moins de 50 étoiles (lettre p) dont la concentration est moyennement faible (III) et dont les magnitudes se répartissent sur un grand intervalle (le chiffre 3).

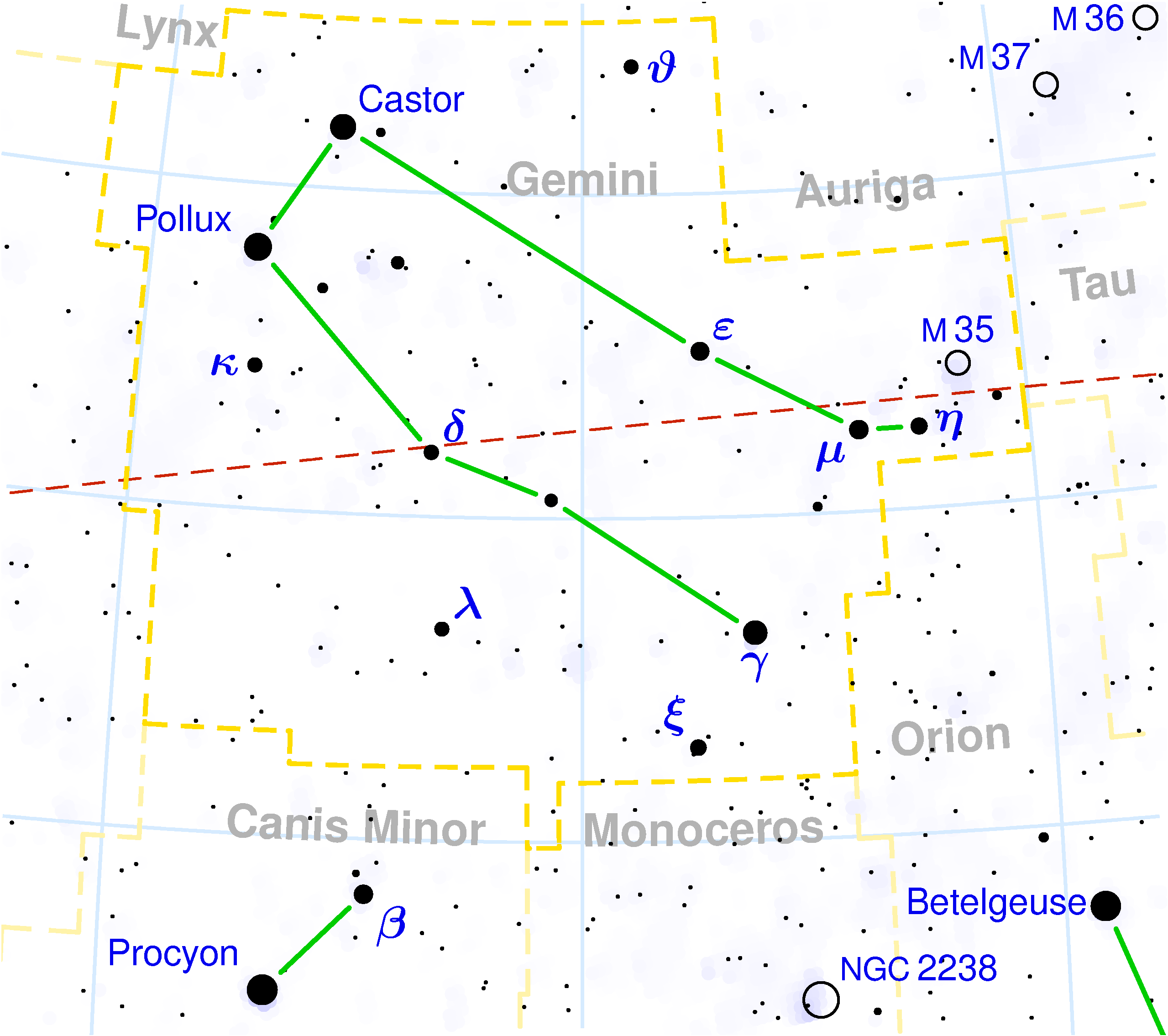
Carte céleste de la constellation des Gémeaux. NGC 2129 est situé à droite de M35, à la frontière avec la constellation du Taureau, tout juste sous la ligne pointillée rouge (écliptique).